# Maysville (Geòrgia)
Maysville és una població dels Estats Units a l'estat de Geòrgia. Segons el cens del 2000 tenia 1.663 habitants.

## Demografia
Segons el cens del 2000, Maysville tenia 1.247 habitants, 481 habitatges, i 365 famílies. La densitat de població era de 133,7 habitants/km².
Dels 481 habitatges en un 35,8% hi vivien nens de menys de 18 anys, en un 61,7% hi vivien parelles casades, en un 9,6% dones solteres, i en un 24,1% no eren unitats familiars. En el 21,6% dels habitatges hi vivien persones soles el 8,9% de les quals corresponia a persones de 65 anys o més que vivien soles. El nombre mitjà de persones vivint en cada habitatge era de 2,58 i el nombre mitjà de persones que vivien en cada família era de 2,99.
Per edats la població es repartia de la següent manera: un 26,3% tenia menys de 18 anys, un 6,9% entre 18 i 24, un 32,7% entre 25 i 44, un 22,5% de 45 a 60 i un 11,5% 65 anys o més.
L'edat mediana era de 36 anys. Per cada 100 dones de 18 o més anys hi havia 85,3 homes.
La renda mediana per habitatge era de 40.714 $ i la renda mediana per família de 47.368 $. Els homes tenien una renda mediana de 34.063 $ mentre que les dones 24.615 $. La renda per capita de la població era de 17.153 $. Entorn del 4,5% de les famílies i el 6,6% de la població estaven per davall del llindar de pobresa.

## Poblacions més properes
El següent diagrama mostra les poblacions més properes.